# Graf van Atwood Morris
Het graf van Atwood Morris is een geïsoleerd oorlogsgraf in de Franse gemeente Meteren in het Noorderdepartement. Het is het graf van luitenant Anthony George Atwood Morris, die op 27-jarige leeftijd tijdens de Eerste Wereldoorlog sneuvelde op 13 oktober 1914. Het graf ligt in de velden een halve kilometer ten westen van het dorpscentrum van Meteren in een eigen klein mausoleum.

## Geschiedenis
Morris en zijn manschappen werden op het kerkhof van Meteren begraven. Na de oorlog werden de oorlogsgraven ontgraven en verzameld in een Britse begraafplaats, Meteren Military Cemetery. Morris' ouders wilden het lichaam zelf houden en repatriëren, wat echter niet toegelaten was. Ze weigerden hem te laten begraven op de militaire begraafplaats en kochten 2 ha grond op de plek waar hij was gesneuveld. Ze lieten er een open bakstenen mausoleum bouwen, met op het dak een klok van hun stallen in Engeland, en lieten hier hun zoon begraven in 1920.
Het graf bleef privébezit, maar werd wel opgenomen in de registers van de Commonwealth War Graves Commission, waar het staat vermeld als Meteren Isolated Grave. In 1965 werd de grond overgedragen aan de gemeente. De gemeente kon de grond verhuren aan een landbouwer die wel moest instaan voor het onderhoud van het graf. Op het eind van de 20ste eeuw werd het graf gerestaureerd met de hulp van The Western Front Association.